# Ellobius tancrei
Ellobius tancrei es una especie de roedor de la familia Cricetidae.

## Distribución geográfica
Se encuentra en China, Kazajistán, Mongolia, Turkmenistán y Uzbekistán.